# Notoraja sapphira
Notoraja sapphira es una especie de pez de la familia de los Rajidae en el orden de los Rajiformes.

## Morfología
Los machos pueden llegar a alcanzar los 3,6 cm de longitud total y las hembras 4.13.

## Reproducción
Es ovíparo y las hembras ponen huevos envueltos en una cápsula córnea.

## Hábitat
Es un pez de mar y de Clima subtropical (25 ° S-35 ° S, 167 ° E, 169 ° E) que vive entre 1195-1.313 m de profundidad

## Distribución geográfica
Se encuentra en el Océano Pacífico suroccidental: el Mar del Coral y el Mar de Tasmania.

## Observaciones
Es inofensivo para los humanos.